# Облаково
Облаково (мкд. Облаково) је насеље у Северној Македонији, у јужном делу државе. Облаково припада општини Битољ.

## Географија
Насеље Облаково је смештено у јужном делу Северне Македоније. Од најближег већег града, Битоља, насеље је удаљено 22 km северно.
Облаково се налази на западном ободу Пелагоније, највеће висоравни Северне Македоније. Насеље је смештено високо, на висовима Облаковске планине. Надморска висина насеља је приближно 1.010 метара.
Клима у насељу је планинска због знатне надморске висине.

## Становништво
Облаково је према последњем попису из 2021. године било без становника. Претежно становништво су били етнички Македонци (100%).
Већинска вероисповест био је православље.